# Porteirão
Porteirão är en kommun i Brasilien.   Den ligger i delstaten Goiás, i den sydöstra delen av landet, 300 km sydväst om huvudstaden Brasília. Antalet invånare är 3 347.
I omgivningarna runt Porteirão växer huvudsakligen savannskog. Runt Porteirão är det mycket glesbefolkat, med 4 invånare per kvadratkilometer.